# Josef Speth
Josef Speth (* 16. Mai 1938 in Kißlegg, Allgäu) ist ein deutscher theoretischer Physiker, der sich mit Vielteilchenphysik und Kernphysik beschäftigt.

## Lebenslauf
Speth studierte Physik an der TH Stuttgart und TU München, wo er 1964 sein Diplom machte (experimentelle Diplomarbeit bei Maier-Leibnitz) und bei Wolfgang Wild 1968 promoviert wurde (Zur Ladungsverteilung angeregter Niveaus von u-g-Kernen). Er habilitiert sich 1971 an der TU München (Zur Theorie endlicher Fermionen Systeme) und war dort bis 1972 Universitätsdozent. 1972 wurde er Wissenschaftlicher Rat und Professor an der Universität Bonn und Abteilungsleiter an der KFA Jülich. Er war von 1982 bis 2003 Universitätsprofessor an der Universität Bonn und Direktor des Instituts für Theoretische Kernphysik am Forschungszentrum Jülich, nachdem er dort schon ab 1979 kommissarischer Leiter war. 2003 emeritierte er in Bonn und Jülich. Von 1998 bis 2000 war er Vorsitzender des wissenschaftlichen Rates der FZ Jülich und Vorsitzender der Vereinigung der wissenschaftlichen Räte der Helmholtz Gemeinschaft.
In den Jahren 1975 und 1978 war er Gastprofessor an der State University of New York at Stony Brook (SUNY), 1985–1986 Visiting Scientist am Los Alamos National Laboratory und im Spring-Semester Gastprofessor an der UCLA, 1989 Gastprofessor (Frankfurt Chair) in Tel Aviv, 1991 „Ablett Fellow“ an der Universität Johannesburg, März 1994 Mitglied beim „Nuclear Physics Review Panal of the DOE“ in Washington, 1996 Gastwissenschaftler an der Universität Adelaide, Australien und Visiting Scientist am Jefferson Lab. in Newport News, USA.

## Werk
Er befasste sich mit der Struktur von Atomkernen und deren kollektiven Anregungen wie Riesenresonanzen unter Berücksichtigung subnuklearer Freiheitsgrade (Mesonen, Quarks) im Rahmen der quantenmechanischen Vielteilchentheorie. Speth publizierte mehr als 250 Arbeiten in wissenschaftlichen Zeitschriften.

## Bücher
Als Herausgeber:
- Mit T. T. S. Kuo: Windsurfing the Fermi Sea: Unified Concepts of Many Body Problems. 2 Bände, Elsevier 1987.
- Electric and Magnetic Giant Resonances in Nuclei. World Scientific 1991 (International Review of Nuclear Physics). Darin mit J. Wambach: Theory of Giant Resonances.
- Mit Klaus Goeke: W.-Y. Pauchy-Wang Contemporary topics in medium energy physics. Plenum Press 1994.
- Mit Pauchy-Wang: Progress in medium energy physics: proceedings of the Chinese-German Symposium on Medium Energy Physics, National Taiwan University, November 14-15, 1988. World Scientific 1990.

Speth war Mitherausgeber der Zeitschrift „International Review of Nuclear Physics“ und war im Editorial Board von „Journal of Physics G“. 

## Ehrungen
- 1995 „Distinguished Fellow Award“ verliehen von der Foundation for Research Development in Südafrika
- 1998 Professor honoris causa des Instituts für Kernphysik der Polnischen Akademie der Wissenschaften in Krakau, Polen
- 2005 Alexander von Humboldt Polish Honorary Research Scholarship Laureates